# Bob Cousy
Robert "Bob" Joseph Cousy (nascido em 9 de agosto de 1928) é um ex-jogador de basquete profissional aposentado. Cousy atuou como armador no Boston Celtics de 1950 a 1963 e brevemente com o Cincinnati Royals na temporada de 1969-1970.
Cousy foi inicialmente seleciodo pelos Tri-Cities Blackhawks como a terceira escolha geral na primeira rodada do Draft da NBA de 1950, mas depois que ele se recusou a se apresentar, ele foi pego por Boston. Ele teve uma carreira excepcionalmente bem-sucedida com os Celtics, liderando o campeonato em 8 anos seguidos em assistências, jogando em seis equipes que foram campeãs da NBA e sendo votado para 13 All-Star Games em suas 13 temporadas completas da NBA. Ele também foi nomeado para 12 Primeiras e Segundas-Equipe da NBA e ganhou o prêmio de MVP de 1957.
Cousy introduziu uma nova mistura de habilidades de manejo de bola e passe para a NBA, que lhe valeu o apelido de "O Houdini da Hardwood". Também conhecido como "Cooz", ele foi regularmente apresentado no Boston Garden como "Mr. Basketball". Depois de sua carreira de jogador, ele treinou o Cincinnati Royals por vários anos, com um retorno as quadras de sete jogos aos 41 anos.
Após a sua eleição para o Basketball Hall of Fame em 1971, os Celtics aposentou sua camisa nº 14. Cousy foi nomeado para a Equipe do 25° Aniversário da NBA em 1971, para a Equipe do 35º Aniversário da NBA em 1981 e a Equipe do 50º Aniversário da NBA em 1996, fazendo dele um dos quatro jogadores selecionados para cada uma dessas equipes. Ele também foi o primeiro presidente da National Basketball Players Association.

## Primeiros anos
Cousy era o único filho de imigrantes franceses pobres que moravam em Nova York. Ele cresceu no bairro de Yorkville, em Manhattan, no meio da Grande Depressão.
Seu pai Joseph era um motorista de táxi, que ganhava uma renda extra à luz do dia. O mais velho Cousy serviu no exército alemão durante a Primeira Guerra Mundial. Pouco depois da guerra, sua primeira esposa morreu de pneumonia, deixando para trás uma filha pequena. Ele se casou com Julie Corlet, uma secretária e professora de francês de Dijon.
O jovem Cousy falava francês durante os primeiros 5 anos da sua vida e só começou a falar inglês depois de entrar na escola primária. Ele passou seus primeiros dias jogando Basebol em um ambiente multicultural, regularmente jogando com afro-americanos, judeus e outras crianças de minorias étnicas. Essas experiências enraizaram-no com um forte sentimento anti-racista, uma atitude que ele promoveu proeminentemente durante sua carreira profissional.
Cousy começou a jogar basquete aos 13 anos como aluno da escola primária de St. Pascal, e foi "imediatamente fisgado".

## Carreira no ensino médio
Aos 14 anos, ele ingressou na Andrew Jackson High School, em St. Albans. Seu sucesso no basquete não foi imediato e ele acabou sendo cortado da equipe da escola em seu primeiro ano. Mais tarde naquele ano, ele se juntou ao St. Albans Lindens da Press League, uma liga de basquete patrocinada pela Long Island Press, onde ele começou a desenvolver suas habilidades de basquete e ganhou a experiência necessária. No ano seguinte, no entanto, ele foi novamente cortado do time de basquete da escola.
Naquele mesmo ano, ele caiu de uma árvore e quebrou a mão direita. A lesão obrigou-o a jogar com a mão esquerda até que sua mão se curasse, tornando-o efetivamente ambidestro. Em retrospecto, ele descreveu este acidente como "um evento feliz" e o citou como um fator para torná-lo mais versátil na quadra. Durante um jogo da Press League, o treinador de basquete do colégio viu-o jogar. Ele ficou impressionado com a sua habilidade e convidou Cousy para vir treinar com a equipe no dia seguinte. Ele foi bem o suficiente para se tornar um membro permanente do time. Ele continuou a praticar dia e noite e em seu primeiro ano estava certo de que seria titular; mas falhar em seu curso de cidadania o tornou inelegível no primeiro semestre. Ele se juntou ao time da escola no meio da temporada, marcando 28 pontos em seu primeiro jogo. Ele não tinha intenção de frequentar a universidade, mas depois de começar a fazer sucesso no basquete, ele começou a se concentrar em melhorar os conhecimentos acadêmicos e as habilidades de basquete para facilitar a entrada na faculdade.
Ele novamente se destacou no basquete em seu último ano, liderando sua equipe para o título do campeonato estadual do Queens e acumulando mais pontos do que qualquer outro jogador de Nova York. Ele foi nomeado capitão da equipe da Journal-American All-Scholastic. Ele então começou a planejar a faculdade. Sua família queria que ele frequentasse uma universidade católica fora da cidade de Nova York. A Universidade de Boston o recrutou e ele considerou aceitar a oferta, mas a universidade não tinha dormitórios e ele não estava interessado em ser um estudante de intercâmbio. Logo depois, ele recebeu uma oferta do College of the Holy Cross em Worcester, Massachusetts, cerca de 64 km a oeste de Boston. Ele ficou impressionado com a universidade e aceitou a bolsa de estudos de basquete que lhe foi oferecida. Ele passou o verão antes de se matricular em Tamarack Lodge, nas Montanhas Catskill, jogando em uma liga local de basquete, junto com vários jogadores universitários estabelecidos.

## Carreira universitária
Cousy foi um dos seis calouros da equipe de basquete da Holy Cross na temporada de 1946-47. Desde o início da temporada, o técnico Doggie Julian escolheu deixar os seis calouros no banco em um sistema de duas equipes, para que cada jogador tivesse algum tempo na quadra. Eles chegavam a jogar um terço ou até a metade do jogo, mas mesmo assim Cousy ficou tão desapontado com a falta de tempo que foi à capela do campus depois do treino para rezar para que Julian desse mais uma chance de mostrar seus talentos na quadra. Mesmo assim, ele teve tempo suficiente para marcar 227 pontos na temporada, terminando com a terceira maior marca da equipe. Liderados pelas estrelas George Kaftan e Joe Mullaney, Holy Cross terminou a temporada com um recorde de 24-3.
Com base nesse registro, a Holy Cross entrou no Torneio da NCAA de 1947 como a pior campanha no então torneio único de oito equipes. No primeiro jogo, eles derrotaram a Marinha por 55-47 no Madison Square Garden. Na semifinal, eles enfrentaram CCNY e liderada pelos trinta pontos de Kaftan, Holy Cross os derrotou facilmente por 60-45 . Na Final, eles enfrentaram Oklahoma no Madison Square Garden. Kaftan seguiu seu heroísmo com 18 pontos e ajudou a equipe a derrotar os Sooners por 58-47. Cousy jogou mal, no entanto, marcando apenas quatro pontos em 2 de 13 arremessos certos. Holy Cross tornou-se a primeira universidade da Nova Inglaterra a vencer o Torneio da NCAA. Em sua chegada em Worcester, a equipe foi recebida por cerca de dez mil torcedores que se encontraram na Union Station.
Na temporada seguinte, Julian limitou o tempo de Cousy, a ponto dele pensar em se transferir. Cousy escreveu uma carta ao treinador Joe Lapchick, da St. John's University, em Nova York, informando-o de que estava considerando uma transferência para lá. Lapchick escreveu para Cousy que ele considerava Julian "um dos melhores treinadores de basquete da América" e que ele acreditava que Julian não tinha más intenções em restringir seu tempo de jogo. Ele disse a Cousy que Julian o usaria com mais frequência durante seus últimos anos na equipe. Lapchick alertou Cousy que a transferência era uma jogada muito arriscada: de acordo com as regras da NCAA, o jogador seria obrigado a ficar de fora um ano antes de se tornar elegível para jogar na universidade para a qual ele transferiu.
Durante o último ano de Cousy, seu destino mudou em uma partida contra Loyola de Chicago no Boston Garden. Com 5 minutos para acabar o jogo e Holy Cross perdendo, a torcida começou a cantar "Queremos Cousy!" até o treinador Julian ceder. Nesses poucos minutos, Cousy marcou 11 pontos e acertou a cesta da vitória no estouro do cronometro. O desempenho o estabeleceu como um líder de equipe e ele então levou a equipe a 26 vitórias consecutivas. Sendo Três vezes All-American, Cousy terminou sua carreira universitária no Torneio da NCAA de 1950, quando Holy Cross perdeu para Carolina do Norte na primeira rodada.

## Carreira profissional

### Os primeiros anos (1950–56)
Cousy se disponibilizou para o Draft da NBA de 1950. O Boston Celtics havia acabado de concluir a temporada 1949-50 da NBA com um recorde ruim de 22 vitórias e 46 derrotas e teve a primeira escolha do draft. Era fortemente esperado que eles selecionassem Cousy, no entanto, o técnico Red Auerbach o desprezou e selecionou Charlie Share, dizendo: "Devo vencer ou agradar aos caipiras locais?" A imprensa local criticou fortemente Auerbach, mas outros olheiros também eram céticos em relação a Cousy, considerando-o extravagante, mas ineficaz.
Como resultado, o Tri-Cities Blackhawks selecionou Cousy, mas o armador não se entusiasmou com o time. Cousy estava tentando se estabelecer em Worcester, Massachusetts e não queria se mudar para o triângulo do meio-oeste entre Moline, Rock Island e Davenport. Cousy exigiu um salário de US $ 10 mil, quando os Blackhawks ofereceram apenas US $ 6.000, Cousy se recusou a se apresentar ao time. Cousy foi então mandado para o Chicago Stags, mas quando eles faliram, o Comissário da NBA, Maurice Podoloff, declarou três atletas disponíveis para um draft de dispersão: Max Zaslofsky, Andy Phillip e Cousy. O dono dos Celtics, Walter A. Brown, deixou claro que estava esperando por Zaslofsky, teria tolerado Phillip e não queria Cousy. Quando Cousy foi designado aos Celtics, Brown confessou: "Eu queria bater com a cabeça no chão". Brown relutantemente deu-lhe um salário de US $ 9.000.

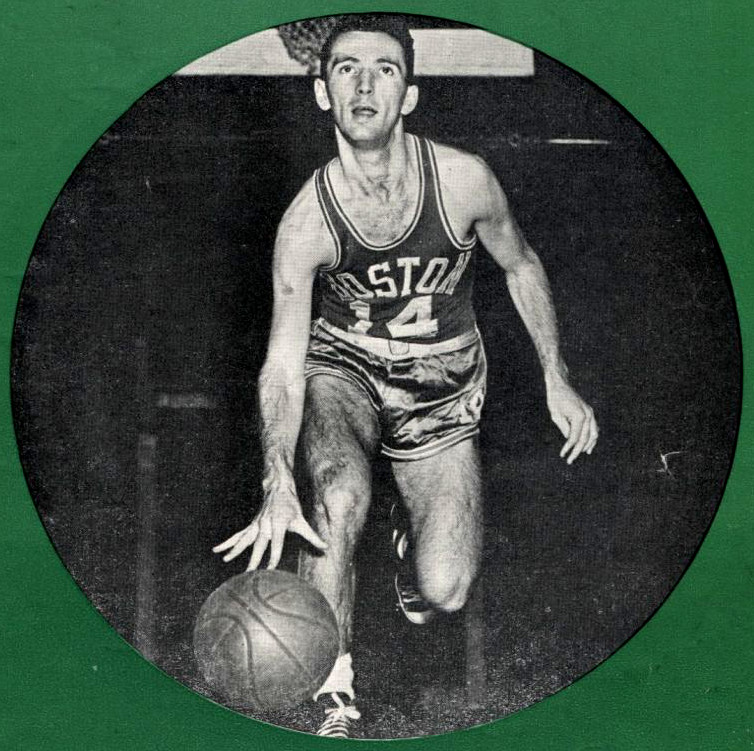
Cousy por volta de 1953

Não demorou muito para Auerbach e Brown mudarem de ideia. Com médias de 15,6 pontos, 6,9 rebotes e 4,9 assistências por jogo, Cousy recebeu a primeira de suas 13 seleções consecutivas para o All-Star Game e liderou uma equipe que incluía os futuros Hall da Fama, Ed Macauley e Bones McKinney, para um recorde de 39–30 na temporada de 1950-51. No entanto, nos playoffs, os Celtics foram derrotados pelo New York Knicks. Com o Hall da Fama, Bill Sharman, incluído no elenco, Cousy teve uma média de 21,7 pontos, 6,4 rebotes e 6,7 assistências por jogo a caminho de sua primeira indicação a Primeira-Equipe da NBA. No entanto, os Celtics perdeu para os Knicks novamente nos playoffs.
Na temporada seguinte, Cousy fez mais progressos. Com média de 7,7 assistências por jogo, ele foi pela primeira vez líder de assistências da NBA na temporada (Ele liderou essa estatísticas oito vezes em sua carreira). Esses números foram feitos apesar do fato de que a NBA ainda não havia introduzido o tempo de 24s, tornando o jogo estático e colocando os assistentes prolíficos em desvantagem. Impulsionado pelas táticas de Auerbach, os Celtics venceram 46 jogos e venceu o Syracuse Nationals por 2-0 nos playoffs. O segundo jogo da série terminou em 111-105 em um jogo de 4 prorrogações, no qual Cousy teve um jogo muito elogiado. Apesar de ter uma perna lesionada, ele marcou 25 pontos depois de quatro prorrogações, marcando 6 dos 9 pontos da sua equipe na primeira prorrogação, acertando uma cesta nos últimos segundos e marcando todos os 4 pontos de Boston na segunda prorrogação, marcando mais 8 pontos na terceira prorrogação e  marcando 9 dos 12 pontos de Boston na quarta prorrogação. Cousy jogou 66 minutos e marcou 50 pontos depois de fazer um recorde de 30 lances livres em 32 tentativas. Este jogo é considerado pela NBA como um dos melhores feitos de pontuação de todos os tempo, junto com o jogo de 100 pontos de Wilt Chamberlain. No entanto, pela terceira vez consecutiva, os Knicks venceram Boston na próxima rodada.
Nos três anos seguintes, Cousy firmou-se como um dos melhores armadores da liga. Liderando a liga em assistências em todas as 3 temporadas, com média de 20 pontos e 7 rebotes, o versátil Cousy foi eleito para mais três Primeiras-Equipes da NBA e pro All-Star Game e também foi o MVP do All-Star Game em 1954. Em termos de estilo de jogo, Cousy introduziu uma série de jogadas de basquete de rua, descritas pela NBA como uma mistura de dribles ambidestros com "passes sem olhar" e lançamentos para contra-ataques. Cousy contrastava com o resto da NBA, que era dominada por armadores baixos e arremessadores deliberados. O jogo agradável e eficaz de Cousy atraiu o público para o Boston Garden e também conquistou o técnico Auerbach, que não o via mais como um passivo, mas como um elemento essencial para o futuro.
Os Celtics foram incapazes de deixar sua marca nos playoffs de 1954, nos playoffs de 1955 e nos playoffs de 1956, onde perderam três vezes seguidas para os Nationals. Cousy atribuiu as deficiências à fadiga, afirmando: "Nós ficamos cansados no final e não conseguimos a bola". Como resultado, Auerbach buscou um jogador defensivo que pudesse obter rebotes, iniciar contra-ataques e vencer jogos.

### Anos da dinastia (1957-1963)

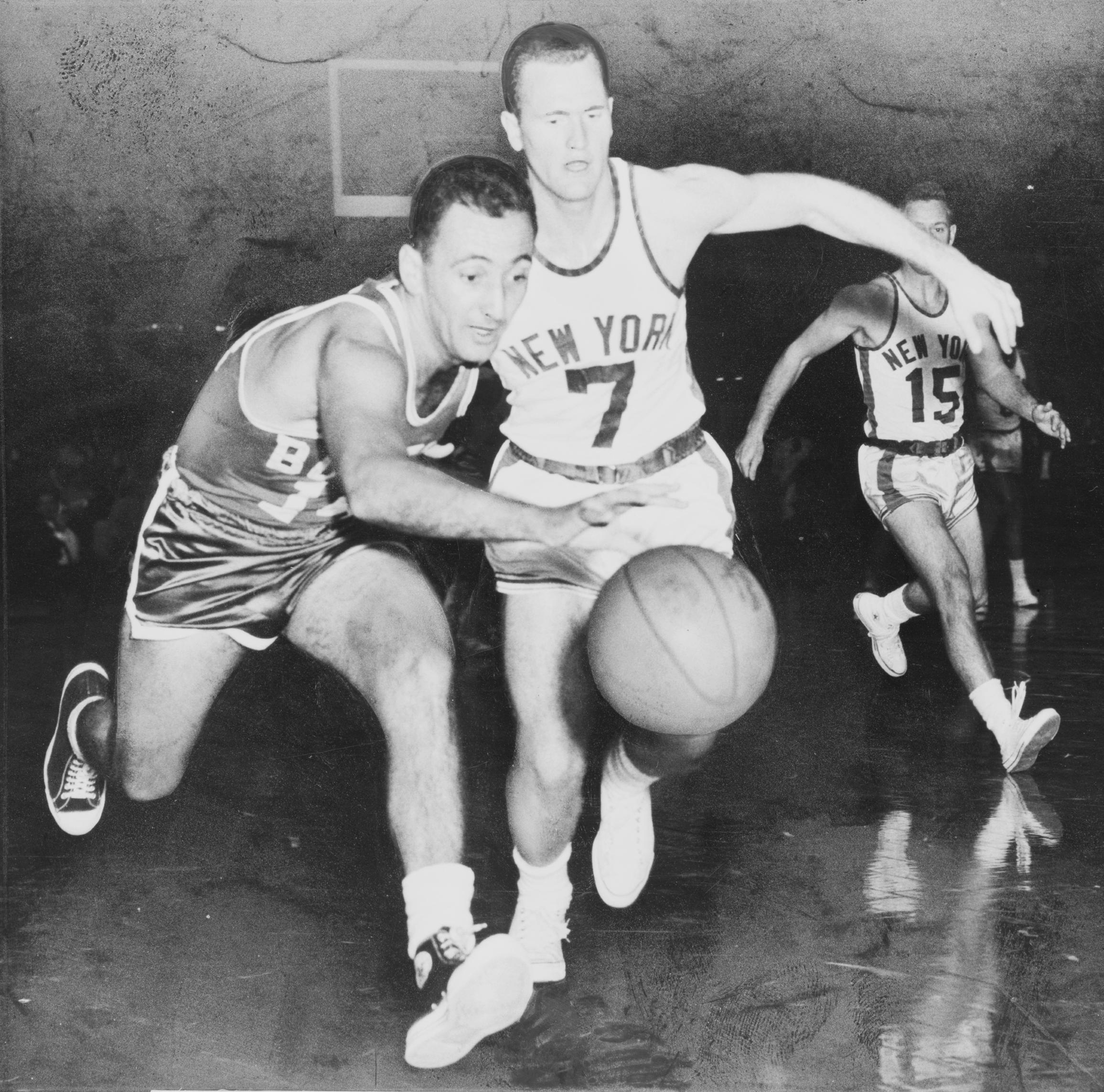
Bob Cousy em 1960.

Antes da temporada de 1956-57, Auerbach recrutou dois futuros membros do Hall of Fame: Tom Heinsohn e Bill Russell. Impulsionados por esses novos jogadores, os Celtics tiveram um recorde de 44-28 na temporada regular e Cousy teve uma média de 20,6 pontos, 4,8 rebotes e 7,5 assistências na liderança da liga, ganhando seu primeiro Prêmio de MVP da NBA; ele também ganhou seu segundo prêmio de MVP do All-Star Game. Os Celtics chegou às Finais da NBA de 1957 e apoiado por Cousy na ataque e por Russell na defesa, venceram os Hawks por 4-3.
Na temporada de 1957-58, Cousy teve mais um ano altamente produtivo com médias de 20 pontos, 5,5 rebotes e 8,6 assistências por jogo, levando a indicações para a Primeira-Equipe da NBA e para o All-Star Game. Ele novamente liderou a NBA em assistências. Os Celtics chegou às Finais da NBA de 1958 contra os Hawks, mas quando Russell sucumbiu a uma lesão no pé no Jogo 3, os Celtics enfraqueceram e perderam o título. Esta foi a última série de eliminatórias da NBA em que Cousy jogaria que os Celtics perderam.
Na temporada seguinte, 1958-59, Cousy teve médias de 20 pontos, 5,5 rebotes e 8,6 assistências. No final da temporada, Cousy reafirmou seu domínio no cenário de jogo ao estabelecer um recorde da NBA de 28 assistências em um jogo contra o Minneapolis Lakers. Esse recorde foi quebrado 19 anos depois, mas Cousy também estabeleceu um recorde de 19 assistências em uma metade de jogo que nunca foi quebrado. Os Celtics invadiu os playoffs e, por trás de 51 assistências totais de Cousy (ainda um recorde para uma série de quatro jogos das Finais da NBA), derrotou o Minneapolis Lakers no primeiro 4-0 das Finais da NBA.
Na temporada de 1959-60, Cousy foi novamente produtivo, com seus 19,4 pontos, 4,7 rebotes e 9,5 assistências por jogo, sendo líder de assistências pela sua oitava temporada seguida. Mais uma vez, os Celtics venceu as Finais da NBA, dessa vez por 4-3 contra os Hawks. Um ano depois, Cousy, de 32 anos, teve médias de 18,1 pontos, 4,4 rebotes e 7,7 assistências por partida, mas não conseguiu ser o líder de assistências pela primeira vez após oito temporadas. No entanto, os Celtics venceu as Finais da NBA de 1961 depois de vencer convincentemente os Hawks por 4-1.
Na temporada de 1961–62, o velho Cousy lentamente começou a cair estatisticamente, com média de 15,7 pontos, 3,5 rebotes e 7,8 assistências, e foi eleito para a Segunda-Equipe da NBA após dez indicações consecutivas à Primeira-Equipe. Ainda assim, ele teve uma pós-temporada satisfatória, vencendo as Finais da NBA de 1962 por 4-3 sobre o Los Angeles Lakers.
Finalmente, na temporada de 1962-1963, o último de sua carreira, Cousy teve uma média de 13,2 pontos, 2,5 rebotes e 6,8 assistências, e recebeu uma última indicação para o All-Star Game e para a Segunda-Equipe da NBA. Nas Finais da NBA de 1963, os Celtics venceram novamente os Lakers por 4-2. O jogo terminou com Cousy jogando a bola nas vigas.

### Aposentadoria
Aos 34 anos, Cousy realizou sua cerimônia de aposentadoria em 17 de março de 1963 em um Boston Garden lotado. O evento tornou-se conhecido como Boston Tear Party, quando a resposta da multidão oprimiu Cousy e o deixou sem palavras.
Como prova do legado de Cousy, o presidente John F. Kennedy ligou para ele e disse: "O basquete tem uma marca eterna de suas raras habilidades e audácia competitiva".

## Pós-Carreira
Depois de se aposentar como jogador, Cousy publicou sua autobiografia, Basketball Is My Life, em 1963, e no mesmo ano tornou-se treinador no Boston College. Em suas seis temporadas, ele teve um recorde de 117 vitórias e 38 derrotas e foi eleito o Melhor Treinador do Ano da Nova Inglaterra em 1968 e 1969.
Cousy ficou entediado com o basquete universitário e voltou para a NBA como treinador do Cincinnati Royals. Mais tarde, ele falou sobre essa mudança: "Eu fiz isso pelo dinheiro. Foi uma oferta que não podia recusar". Em 1970, Cousy, de 41 anos, fez um retorno como jogador no final da temporada para aumentar as vendas de ingressos. Apesar de sua escassa produção de 5 pontos em 34 minutos de jogo em sete jogos, as vendas de ingressos aumentaram 77%. Ele continuou como técnico da equipe depois da equipe se mudar de Cincinnati para Kansas City/Omaha, mas deixou o cargo de treinador dos Kings no início da temporada de 1973-74 com um recorde de 141-209.
Posteriormente, Cousy foi comissário da American Soccer League de 1974 a 1979. Ele foi comentarista nas transmissões dos Celtics durante os anos 80. Além disso, Cousy teve um papel no filme de basquete, Blue Chips, em 1993.

## Legado

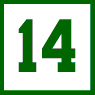
O Boston Celtics aposentou a camisa número 14 de Bob Cousy.

Em 1954, a NBA não tinha benefícios de saúde, plano de pensão, salário mínimo e o salário médio do jogador era de US $ 8.000 por temporada. Para combater isso, Cousy organizou a National Basketball Players Association, o primeiro sindicato de atletas entre as quatro maiores ligas esportivas profissionais norte-americanas. Cousy serviu como seu primeiro presidente até 1958.
Em sua carreira de 13 anos e 924 jogos na NBA, Cousy terminou com 16.960 pontos, 4.786 rebotes e 6.955 assistências, traduzindo-se em médias de 18,4 pontos, 5,2 rebotes e 7,5 assistências por jogo. Ele foi considerado o primeiro grande armador da NBA, tendo uma carreira altamente bem-sucedida, ganhando seis títulos da NBA, um prêmio de MVP, 13 All-Star, 12 Primeiros ou Segundos-Times da NBA e dois prêmios de All-Star da MVP. Seu estilo de jogo acelerado foi mais tarde imitado por Pete Maravich e Magic Johnson.
Em reconhecimento aos seus feitos, Cousy foi introduzido no Basketball Hall of Fame em 1971 e foi homenageado pelo Celtics, que aposentou sua camisa # 14. O dono dos Celtics, Walter Brown, disse: "Os Celtics não estariam aqui sem ele [Cousy]. Ele fez o basquete nesta cidade. Se ele tivesse jogado em Nova York, seria a maior coisa desde Babe Ruth [lenda de beisebol do New York Yankees]." Além disso, em 11 de maio de 2006, a ESPN.com classificou Cousy como o quinto maior armador de todos os tempos, elogiando-o como o jogador "à frente de seu tempo" e apontando que ele é um dos únicos sete armadores a ganhar o prêmio de MVP da NBA.

## Vida pessoal
Cousy se casou com sua namorada da faculdade, Missie Ritterbusch, em dezembro de 1950, seis meses depois de se formar na Holy Cross. Eles moravam em Worcester, Massachusetts, e tiveram duas filhas. Missie, sua esposa de 62 anos, morreu em 20 de setembro de 2013, depois de sofrer de demência por vários anos.
Cousy era bem conhecido, tanto dentro quanto fora do quadra, por sua postura pública contra o racismo, resultado de sua criação em um ambiente multicultural. Em 1950, os Celtics jogou um jogo na então segregada cidade de Charlotte, Carolina do Norte, e o companheiro de equipe Chuck Cooper - o primeiro afro-americano na história da NBA a ser selecionado no draft - teve sua entrada negada em um quarto de hotel. Em vez de ficar no hotel, Cousy insistiu em viajar com Cooper em um desconfortável trem noturno. Ele descreveu a visita deles a um banheiro masculino segregado - Cooper foi proibido de usar o banheiro limpo "para brancos" e teve que usar o sujo "para instalações coloridas" - como uma das experiências mais vergonhosas de sua vida. Ele também simpatizava com a situação do astro negro dos Celtics, Bill Russell, que freqüentemente era vítima do racismo.
Cousy era próximo de seu mentor nos Celtics, o treinador Red Auerbach, e era um dos poucos autorizados a chamá-lo de "Arnold", seu nome de batismo, em vez de seu apelido "Red".

## Estatísticas

### Temporada regular
| Ano       | Equipe | PJ  | MPJ  | AP   | 3P | LL    | RT  | AS  | BR | TO | PPJ  |
| --------- | ------ | --- | ---- | ---- | -- | ----- | --- | --- | -- | -- | ---- |
| 1950-51   | Boston | 69  | -    | .352 | -  | .756  | 6.9 | 4.9 | -  | -  | 15.6 |
| 1951-52   | Boston | 66  | 40.6 | .369 | -  | .808  | 6.4 | 6.7 | -  | -  | 21.7 |
| 1952-53   | Boston | 71  | 41.5 | .352 | -  | .816  | 6.3 | 7.7 | -  | -  | 19.8 |
| 1953-54   | Boston | 72  | 39.7 | .385 | -  | .787  | 5.5 | 7.2 | -  | -  | 19.2 |
| 1954-55   | Boston | 71  | 38.7 | .397 | -  | .807  | 6.0 | 7.8 | -  | -  | 21.2 |
| 1955-56   | Boston | 72  | 38.4 | .360 | -  | .844  | 6.8 | 8.9 | -  | -  | 18.8 |
| 1956-57   | Boston | 64  | 36.9 | .378 | -  | .821  | 4.8 | 7.5 | -  | -  | 20.6 |
| 1957-58   | Boston | 65  | 34.2 | .353 | -  | .850  | 5.0 | 7.1 | -  | -  | 18.0 |
| 1958-59   | Boston | 65  | 37.0 | .384 | -  | .855  | 5.5 | 8.6 | -  | -  | 20.0 |
| 1959-60   | Boston | 75  | 34.5 | .384 | -  | .792  | 4.7 | 9.5 | -  | -  | 19.4 |
| 1960-61   | Boston | 76  | 32.5 | .371 | -  | .779  | 4.4 | 7.7 | -  | -  | 18.1 |
| 1961-62   | Boston | 75  | 28.2 | .391 | -  | .754  | 3.5 | 7.8 | -  | -  | 15.7 |
| 1962-63   | Boston | 76  | 26.0 | .397 | -  | .735  | 2.5 | 6.8 | -  | -  | 13.2 |
| 1969-70   | Royals | 7   | 4.9  | .333 | -  | 1.000 | 0.7 | 1.4 | -  | -  | 0.7  |
| Carreira: | 924    | 924 | 35.3 | .375 | -  | .803  | 5.2 | 7.5 | -  | -  | 18.4 |

Fonte:

## Títulos e Homenagens
- 6× Campeão da NBA (1957, 1959–1963)
- MVP da NBA (1957)
- 13× All-Star da NBA (1951–1963)
- 2× MVP do All-Star Game (1954, 1957)
- 10× Primeira-Equipe da NBA (1952–1961)
- 2× Primeira-Equipe da NBA (1962, 1963)
- 8× Líder em assistências NBA (1953–1960)
- Equipe do 25º Aniversário da NBA
- Equipe do 35º Aniversário da NBA
- Equipe do 50º Aniversário da NBA
- No. 14 aposentado pelo Boston Celtics
- Campeão da NCAA (1947)
- Primeira-Equipe All-American (1950)
- Segunda-Equipe All-American – AP, UPI, Look (1949)
- Terceira-Equipe All-American – AP (1948)
- No. 17 aposentado pelo Holy Cross